# Stephanopis spissa
Stephanopis spissa là một loài nhện trong họ Thomisidae.
Loài này thuộc chi Stephanopis. Stephanopis spissa được Hercule Nicolet miêu tả năm 1849.